# Ricarda Botzon
Ricarda Botzon (* 4. September 1966) ist eine deutsche Ultramarathonläuferin.

## Karriere
1995 und 1999 war Botzon deutsche Vizemeisterin im 50-km-Straßenlauf. 2000 wurde sie Deutsche Vizemeisterin im 24-Stunden-Lauf.
Botzon gewann die Silbermedaille bei den Deutschen Meisterschaften 1996 über 100 km. 1998 wurde sie wieder Zweite. 2002 wurde Botzon Deutsche Meisterin in dieser Disziplin. Mit der LG Lüneburg wurde sie außerdem in der Mannschaftswertung Erster, da keine anderen Mannschaften antraten. 
2001 wurde sie Europameisterin über 100 km.
Sie belegt Platz zwei der Ewigen Bestenliste der DUV im 6-Stunden-Lauf.